# Renato William Jones
Renato William Jones (Roma, 5 ottobre 1906 – Monaco di Baviera, 22 aprile 1981) è stato un dirigente sportivo britannico, membro del Naismith Memorial Basketball Hall of Fame dal 1964 e del FIBA Hall of Fame dal 2007, in qualità di contributore.
Nel 1932 fu tra i fondatori della FIBA, l'attuale Federazione Internazionale Pallacanestro, di cui fu nominato primo segretario generale; rimase in carica fino al 1976 e sino alla morte fu segretario generale emerito.
È stato il primo cittadino non statunitense ad essere ammesso nel Naismith Hall of Fame.